# Jaskółka abisyńska
Jaskółka abisyńska (Cecropis abyssinica) – gatunek małego ptaka z rodziny jaskółkowatych (Hirundinidae), zamieszkujący Afrykę Subsaharyjską. Nie jest zagrożony.

## Systematyka
Gatunek opisał naukowo Félix Édouard Guérin-Méneville w 1843 roku pod nazwą Hirundo abyssinica. Holotyp pochodził z Etiopii. Obecnie jaskółka abisyńska klasyfikowana jest w rodzaju Cecropis. Wyróżniono kilka podgatunków C. abyssinica:
- C. abyssinica puella – Senegal i Gambia do północnego Kamerunu.
- C. abyssinica maxima – południowo-wschodnia Nigeria do południowo-zachodniej Republiki Środkowoafrykańskiej.
- C. abyssinica bannermani – północno-wschodnia Republika Środkowoafrykańska i południowo-zachodni Sudan.
- C. abyssinica abyssinica – wschodni Sudan do Somalii.
- C. abyssinica unitatis – Gwinea Równikowa i Gabon do południowej Somalii i na południe do Angoli, Botswany i wschodniego RPA.
- C. abyssinica ampliformis – południowa Angola i północna Namibia do zachodniej Zambii i północno-zachodniego Zimbabwe.

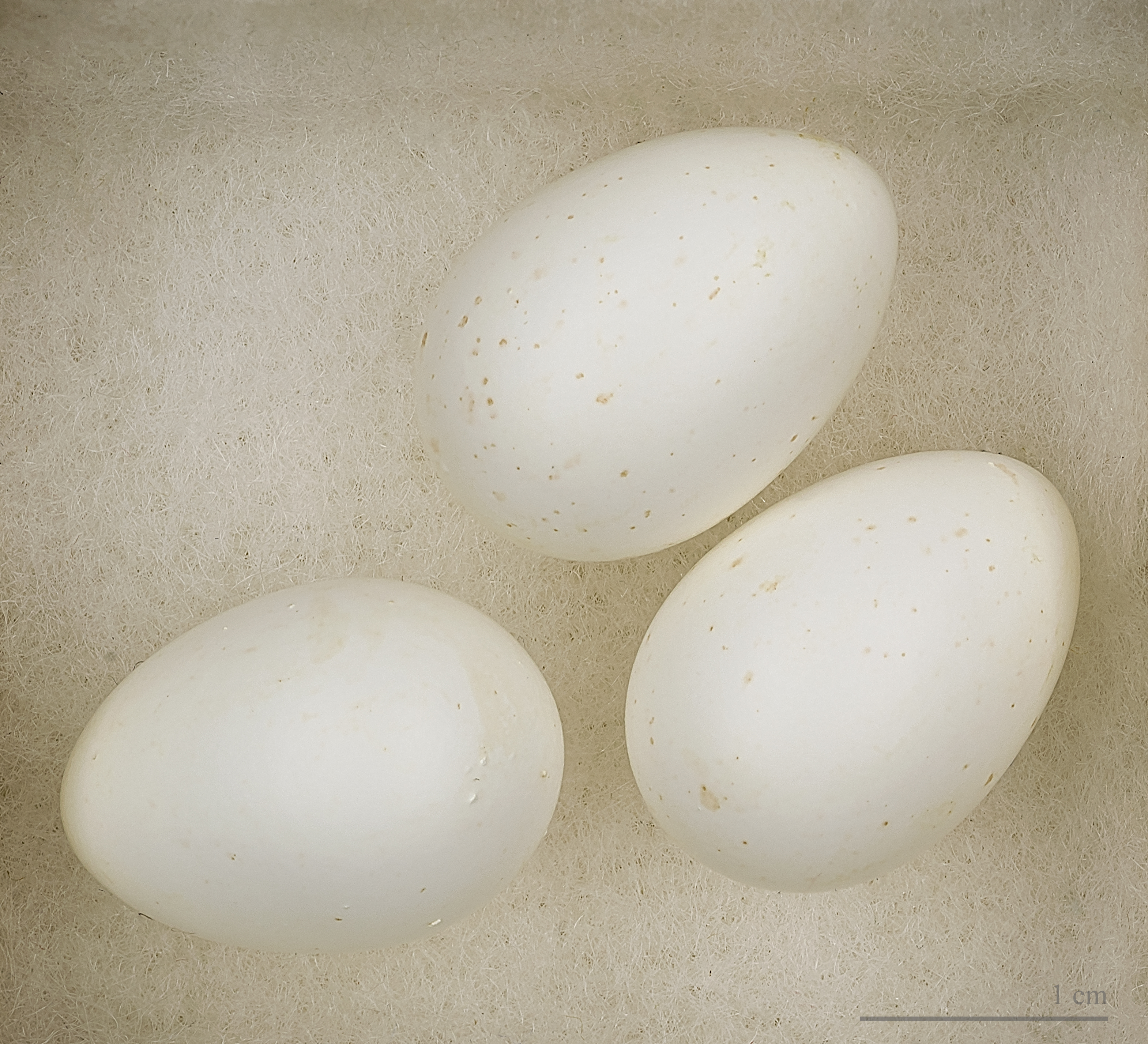
Jaja jaskółki abisyńskiej

## Morfologia
Długość ciała 15–19 cm; masa ciała 16–27 g. Wierzch ciała niebieskoczarny, ciemię i kuper rudokasztanowate. Na białym brzuchu grube i ciemne kreski. Młode bardziej matowe.

## Zasięg, środowisko
Afryka Subsaharyjska bez obszarów południowo-zachodnich i lasów tropikalnych nad Kongiem. Często spotykana w wielu otwartych środowiskach oraz na brzegach lasów, przy osadach. Osiadła lub wędrowna w obrębie Afryki.

## Zachowanie
Widywana w parach lub małych stadkach; poluje na owady w locie. Mało płochliwa, często gnieździ się w budynkach.

## Status
Międzynarodowa Unia Ochrony Przyrody (IUCN) uznaje jaskółkę abisyńską za gatunek najmniejszej troski (LC, Least Concern) nieprzerwanie od 1988 roku. Liczebność populacji nie została oszacowana, ale ptak ten opisywany jest jako zazwyczaj pospolity. Trend liczebności populacji uznawany jest za rosnący.